# العلاقات الجنوب سودانية القبرصية
العلاقات الجنوب سودانية القبرصية هي العلاقات الثنائية التي تجمع بين جنوب السودان وقبرص.

## مقارنة بين البلدين
هذه مقارنة عامة ومرجعية للدولتين:
| وجه المقارنة                                              | جنوب السودان                  | قبرص                                                                 |
| --------------------------------------------------------- | ----------------------------- | -------------------------------------------------------------------- |
| المساحة (كم2)                                             | 619.75 ألف                    | 9.24 ألف                                                             |
| عدد السكان (نسمة)                                         | 12.58 مليون                   | 1.14 مليون                                                           |
| الكثافة السكانية (ن./كم²)                                 | 20.3                          | 123.38                                                               |
| العاصمة                                                   | جوبا                          | نيقوسيا                                                              |
| اللغة الرسمية                                             | لغة إنجليزية                  | اليونانية الحديثة، اللغة التركية، لغة يونانية                        |
| العملة                                                    | جنيه جنوب سوداني، جنيه سوداني | يورو، جنيه قبرصي                                                     |
| الناتج المحلي الإجمالي (بليون دولار)                      | 2.90 مليار                    | 21.65 مليار                                                          |
| الناتج المحلي الإجمالي (تعادل القوة الشرائية) بليون دولار | 22.88 مليار                   | 26.73 مليار                                                          |
| الناتج المحلي الإجمالي الاسمي للفرد دولار أمريكي          | 73                            | 23.24 ألف                                                            |
| الناتج المحلي الإجمالي للفرد دولار أمريكي                 | 2.02 ألف                      | 30.24 ألف                                                            |
| مؤشر التنمية البشرية                                      | 0.467                         | 0.850                                                                |
| رمز المكالمات الدولي                                      | +211                          | +357                                                                 |
| رمز الإنترنت                                              | .ss                           | .cy                                                                  |
| المنطقة الزمنية                                           | ت ع م+03:00                   | ت ع م+02:00، ت ع م+03:00، توقيت شرق أوروبا، توقيت شرق أوروبا الصيفي ‏ |

## منظمات دولية مشتركة
يشترك البلدان في عضوية مجموعة من المنظمات الدولية، منها:
| علم المنظمة | اسم المنظمة                               | تاريخ انضمام جنوب السودان | تاريخ انضمام قبرص |
| ----------- | ----------------------------------------- | ------------------------- | ----------------- |
|             | مؤسسة التنمية الدولية                     | 18 أبريل 2012             | 2 مارس 1962       |
|             | مؤسسة التمويل الدولية                     | 18 أبريل 2012             | 2 مارس 1962       |
|             | الأمم المتحدة                             | 14 يوليو 2011             | 20 سبتمبر 1960    |
|             | الاتحاد الدولي للاتصالات                  | 3 أكتوبر 2011             | 24 أبريل 1961     |
|             | منظمة الشرطة الجنائية الدولية             | ?                         | ?                 |
|             | البنك الدولي للإنشاء والتعمير             | 18 أبريل 2012             | 21 ديسمبر 1961    |
|             | الاتحاد البريدي العالمي                   | ?                         | ?                 |
|             | المركز الدولي لتسوية المنازعات الاستشارية | 18 مايو 2012              | 25 ديسمبر 1966    |
|             | وكالة ضمان الاستثمار متعدد الأطراف        | 18 أبريل 2012             | 12 أبريل 1988     |
|             | يونسكو                                    | 27 أكتوبر 2011            | 6 فبراير 1961     |

## وصلات خارجية
- موقع وزارة الخارجية الجنوب سودانية
- موقع وزارة الخارجية القبرصية